# 卡拉帕蒂亞山
16°40′04″S 70°08′17″W / 16.66778°S 70.13806°W
卡拉帕蒂亞山（Qala Patxa），是秘魯的山峰，位於該國南部莫克瓜大區，由涅托元帥省的卡魯馬斯區負責管轄，屬於安地斯山脈的一部分，海拔高度5,000米。